# Тоска (фильм-опера, 1956)
«То́ска» (итал. Tosca)  —  цветной художественный кинофильм-опера режиссёра Кармине Галлоне, поставленный в 1956 году с Франко Корелли в главной партии, экранизация одноимённой оперы Джакомо Пуччини.

## Сюжет
Кинофильм-опера является экранизацией оперы «Тоска» Джакомо Пуччини,  написанной по сюжету одноимённой драмы французского писателя Викторьена Сарду. Изложение сюжета см. в статье «Тоска».

## В ролях
| Актёр             | Роль                                    |
| ----------------- | --------------------------------------- |
| Франко Корелли    | Марио Каварадосси                       |
| Франка Дюваль     | Флория Тоска (поёт Мария Канилья)       |
| Афро Поли         | барон Скарпиа (поёт Джанджакомо Гельфи) |
| Антонио Саккетти  | Чезаре Анжелотти (поёт Франко Пульезе)  |
| Вито Де Таранто   | пономарь                                |
| Фернандо Альфьери | Сполетта (поёт Аделио Загонара)         |
| Альдо Корелли     | Шарроне                                 |

## Музыканты
- Хор и оркестр Римского оперного театра.
- Дирижёр — Оливьеро де Фабритиис[итал.].

## Съёмочная группа
- Продюсеры: Кармине Галлоне, Манлио Морелли, Джулио Фиачи, Гвидо Лузатто
- Режиссёр: Кармине Галлоне
- Сценаристы: Луиджи Иллика и Джузеппе Джакоза по пьесе-драме Викторьена Сарду
- Композитор: Джакомо Пуччини
- Оператор: Джузеппе Ротунно
- Художник по костюмам: Мария Де Маттеи
- Монтажёр: Никколо Ладзари